# بريت فينلاي
بريت فينلاي هو عالم أحياء دقيقة كندي، ولد في 4 أبريل 1959 في إدمونتون في كندا.